# Parthenodes rufalis
Parthenodes rufalis là một loài bướm đêm trong họ Crambidae.